# Liste der Bürgermeister von Krywyj Rih
Die Liste der Bürgermeister von Krywyj Rih enthält die Bürgermeister der Stadt Krywyj Rih.
| #   | Bild                       | Name                                    | ukrainischer Name             | Amtszeit                           |                                       | Partei                                                     | Anmerkung                  |
| --- | -------------------------- | --------------------------------------- | ----------------------------- | ---------------------------------- | ------------------------------------- | ---------------------------------------------------------- | -------------------------- |
| 1   |                            | Arkadij Umanskyj                        | Аркадій Уманський             | 1917                               |                                       | Menschewiki                                                |                            |
| 2   |                            | Pawlo Dmytrowytsch Rytschmedylo         | Павло Дмитрович Ричмедило     | 1917                               |                                       | Ukrainische Sozial-demokratische Arbeiterpartei            |                            |
| 3   |                            | Iwan Stepanowytsch Aleschtschenko       | Іван Степанович Алещенко      | 1917–1918                          |                                       | Sozialdemokratische Arbeiterpartei Russlands (Bolschewiki) |                            |
| 4   |                            | Petro Wiktorowytsch Heruzkyj            | Петро Вікторович Геруцький    | 1917–1918                          |                                       | Sozialdemokratische Arbeiterpartei Russlands (Bolschewiki) |                            |
| 5   |                            | Stepan Tymofijowytsch Skljar            | Степан Тимофійович Скляр      | 1918–1919                          |                                       | Sozialdemokratische Arbeiterpartei Russlands (Bolschewiki) |                            |
| 6   |                            | Borys Nekrasow                          | Борис Некрасов                | 1920–1921                          |                                       | KPdSU                                                      |                            |
| 7   |                            | Andrij Nowikow Josypowytsch             | Андрій Новіков Йосипович      | 1921–1922                          |                                       | KPdSU                                                      |                            |
| 8   |                            | Isaak Dawydowytsch Ruter                | Ісаак Давидович Рутер         | 1922–1923                          |                                       | KPdSU                                                      |                            |
| 9   |                            | Josyp Arsentjew                         | Йосип Арсентьев               | 1923–1925                          |                                       | KPdSU                                                      |                            |
| 10  |                            | Oleksij Iwanowytsch Rajuschkin          | Олексій Іванович Раюшкін      | 1925–1928                          |                                       | KPdSU                                                      |                            |
| 11  |                            | Klawdija Michno                         | Клавдія Міхно                 | 1928                               |                                       | KPdSU                                                      |                            |
| 12  |                            | Iwan Mychajlowytsch Oleksijenko         | Іван Михайлович Олексієнко    | 1928                               |                                       | KPdSU                                                      |                            |
| 13  |                            | Nikolai Hluschko                        | Николай Глушко                | 1928–1931                          |                                       | KPdSU                                                      |                            |
| 14  |                            | Wladimir Maximowitsch Katschinski       | Владимир Максимович Качинский | 1931–1932                          |                                       | KPdSU                                                      |                            |
| 15  |                            | Jusef Steinbergskyj                     | Юзеф Штейнгберський           | 1932–1933                          |                                       | KPdSU                                                      |                            |
| 16  |                            | Wasyl Iwanowytsch Kysilow               | Василь Іванович Кисільов      | 1933–1934                          |                                       | KPdSU                                                      |                            |
| 17  |                            | Pawlo Wasylowytsch Tschebukin           | Павло Васильович Чебукін      | 1934–1937                          |                                       | KPdSU                                                      |                            |
| 18  |                            | Mykola Iwanowytsch Staschkow            | Микола Іванович Сташков       | 1937                               |                                       | KPdSU                                                      |                            |
| 19  |                            | Wasyl Kowaltschuk                       | Василь Ковальчук              | 1937–1939                          |                                       | KPdSU                                                      |                            |
| 20  |                            | Leonid Kallystratowytsch Fedorow        | Леонід Каллистратович Федоров | 1939–1941                          |                                       | KPdSU                                                      |                            |
|     | deutsche Militärverwaltung | deutsche Militärverwaltung              | deutsche Militärverwaltung    | 1941–1944                          | deutsche Militärverwaltung            | deutsche Militärverwaltung                                 | deutsche Militärverwaltung |
| 21  |                            | Leonid Kallystratowytsch Fedorow        | Леонід Каллистратович Федоров | 1944–1946                          |                                       | KPdSU                                                      |                            |
| 22  |                            | Petro Herasymowytsch Burlakow           | Петро Герасимович Бурлаков    | 1946–1948                          |                                       | KPdSU                                                      |                            |
| 23  |                            | Iwan Oleksijowytsch Kudrjawzew          | Іван Олексійович Кудрявцев    | 1948–1949                          |                                       | KPdSU                                                      |                            |
| 24  |                            | Fedir Lukytsch Kalynytschenko           | Федір Лукич Калиниченко       | 1949–1957                          |                                       | KPdSU                                                      |                            |
| 25  |                            | Oleksandr Iwanowytsch Moskalenko        | Олександр Іванович Москаленко | 1957–1959                          |                                       | KPdSU                                                      |                            |
| 26  |                            | Mykola Wasylowytsch Pertschyn           | Микола Васильович Перчин      | 1959–1969                          |                                       | KPdSU                                                      |                            |
| 27  |                            | Jurij Petrowytsch Babytsch              | Юрій Петрович Бабич           | 1969–1979                          |                                       | KPdSU                                                      |                            |
| 28  |                            | Hryhorij Iwanowytsch Hutowskyj          | Григорій Іванович Гутовський  | 1979–1992                          |                                       | KPdSU                                                      |                            |
| 29  |                            | Jurij Wiktorowytsch Ljubonenko          | Юрій Вікторович Любоненко     | 1992–2010                          |                                       | Partei der Regionen                                        |                            |
| 30  |                            | Jurij Hryhorowytsch Wilkul              | Юрій Григорович Вілкул        | 2010–2015                          |                                       | Partei der Regionen                                        |                            |
| 30  | 2015–2019                  | Jurij Hryhorowytsch Wilkul              | Юрій Григорович Вілкул        |                                    | Oppositionsblock                      |                                                            |                            |
| 30  | 2019–2020                  | Jurij Hryhorowytsch Wilkul              | Юрій Григорович Вілкул        |                                    | Block Wikul «Ukrainische Perspektive» |                                                            |                            |
| 31  |                            | Kostjantyn Jurijowytsch Pawlow          | Костянтин Юрійович Павлов     | 17. Dezember 2020– 15. August 2021 |                                       | Oppositionsplattform – Für das Leben                       | Verstarb im Amt            |
| (*) |                            | Oleksandr Katritschenko (kommissarisch) | Олександр Катриченко          | 16.–25. August 2021                |                                       | parteilos                                                  |                            |
| 32  |                            | Jurij Hryhorowytsch Wilkul              | Юрій Григорович Вілкул        | 25. August 2021                    |                                       | Block Wikul «Ukrainische Perspektive»                      |                            |